# 濃飛横断自動車道
濃飛横断自動車道（のうひおうだんじどうしゃどう）は、岐阜県郡上市の郡上八幡インターチェンジ（IC）から同県下呂市を経て同県中津川市の中津川西ICに至る予定の、延長約80 kmの地域高規格道路である。
1994年（平成6年）12月16日、計画路線に指定された。のち、1996年（平成8年）に一部区間が「金山下呂道路」として事業採択されたのを皮切りに、一部区間が供用中である。

## 概要
- 道路規格 : 第3種第2級[3]
- 設計速度 : 60 km/h
- 幅員 : 8.5 m（2車線、歩道無し）

## インターチェンジなど
- 全区間岐阜県内に所在。

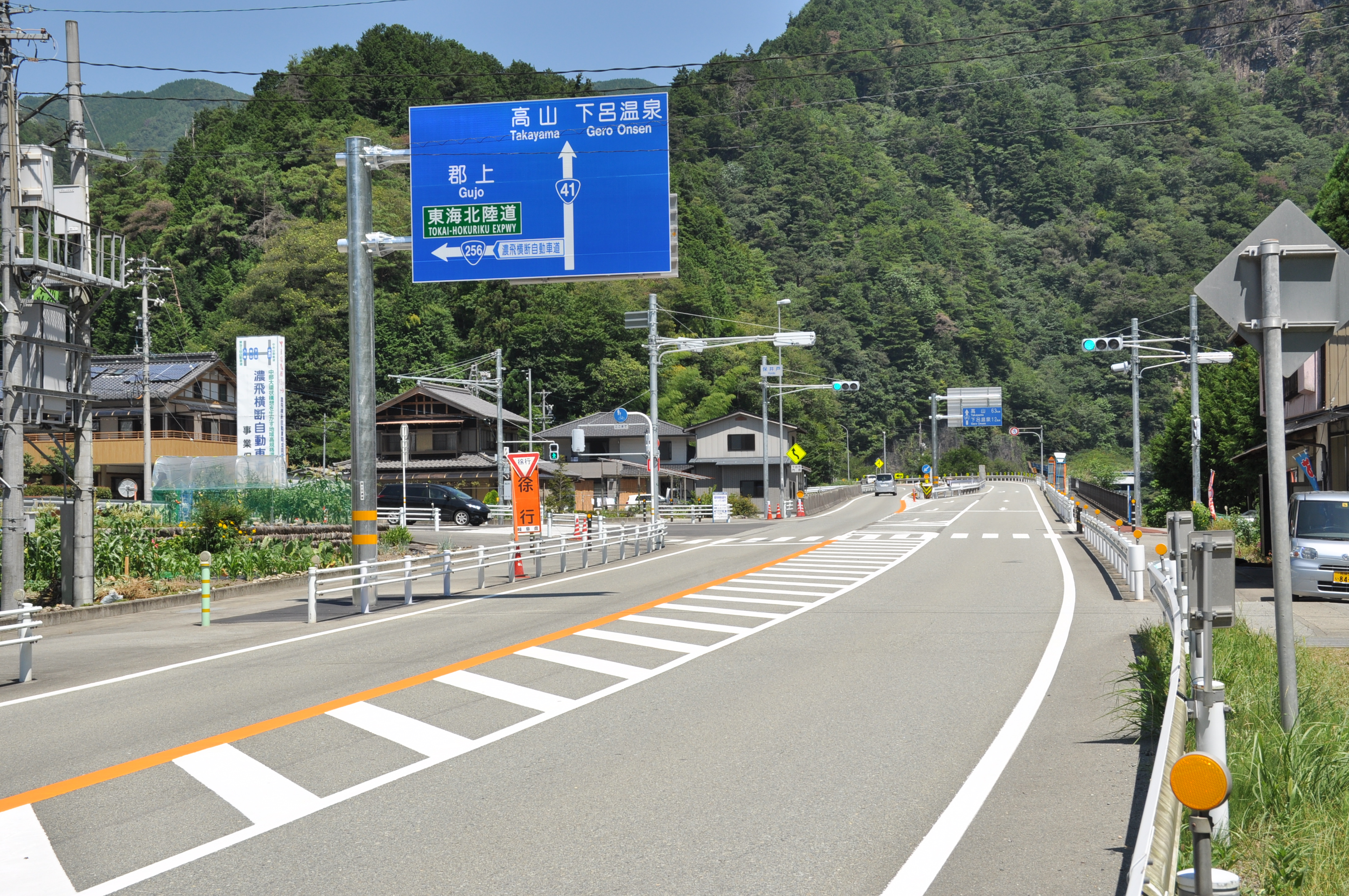
下呂IC

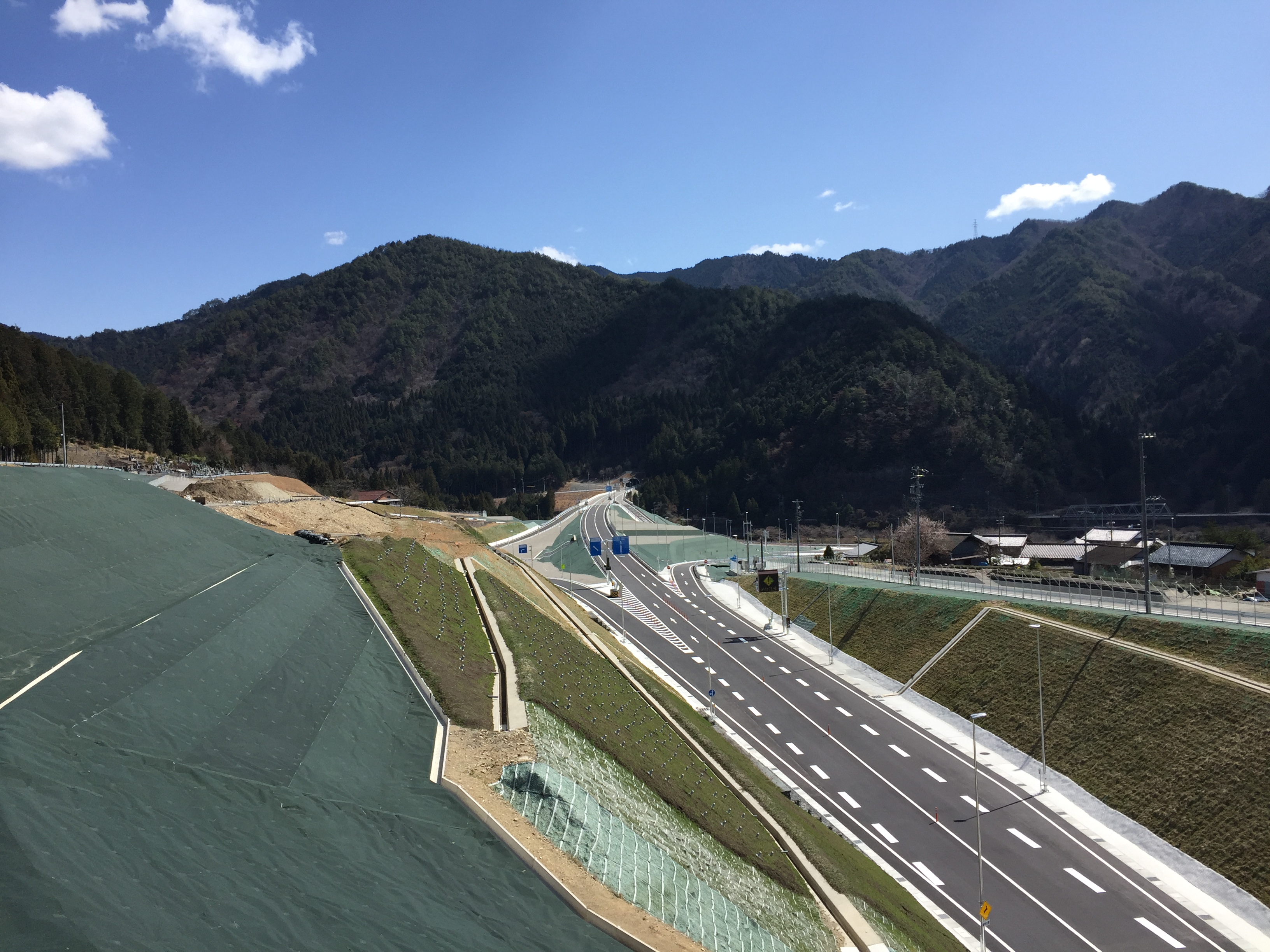
金山IC

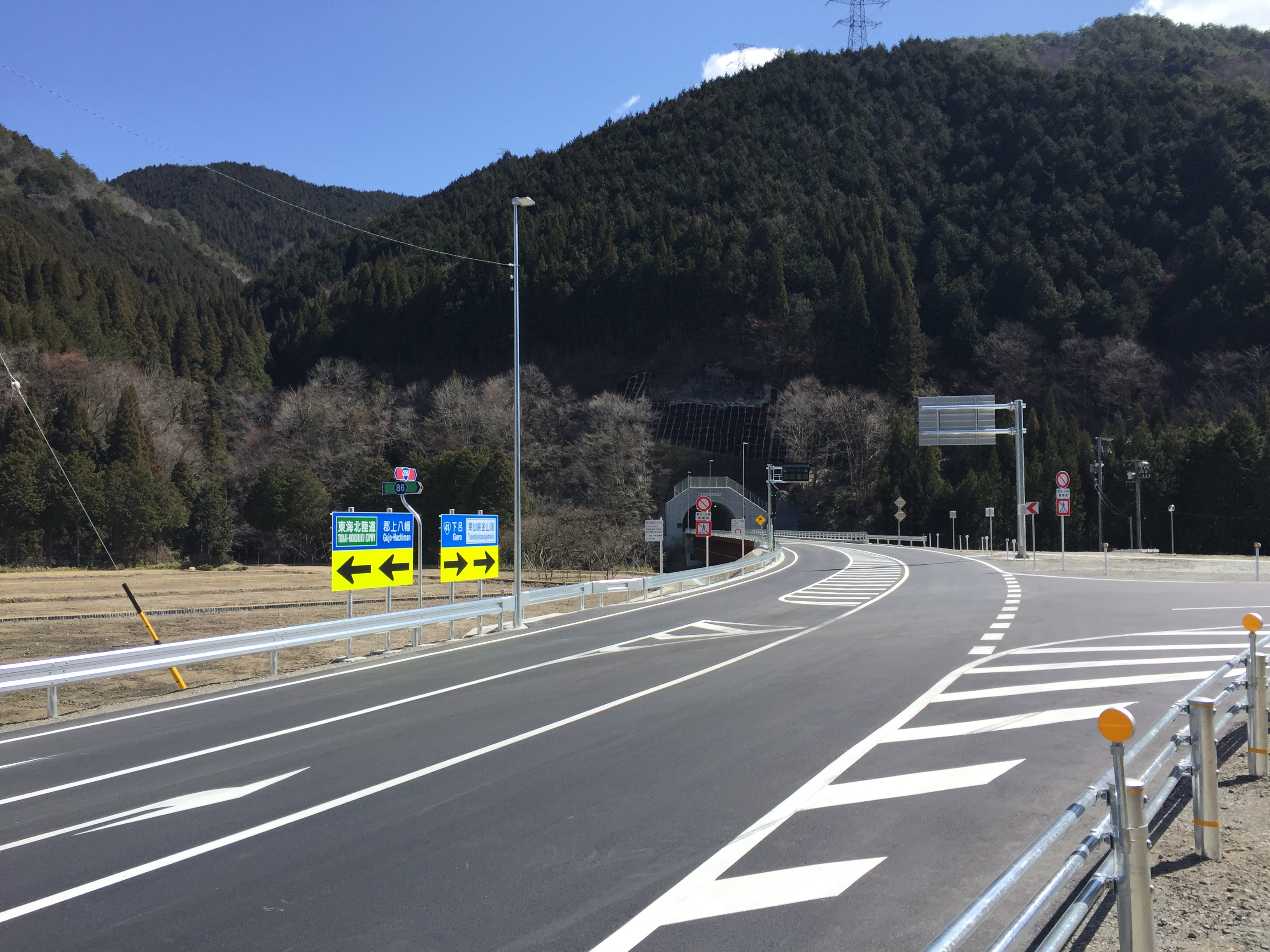
和良IC

- インターチェンジ（IC）番号欄の背景色が■である部分については道路が供用済みの区間を示している。また、施設名欄の背景色が■である部分は施設が供用されていない、完成していないことを示す。
- 未供用のインターチェンジ（IC）名は仮称である。

| IC番号                    | 施設名         | 接続路線名                     | 起点から （km） | 備考     | 所在地   |
| ------------------------- | -------------- | ------------------------------ | --------------- | -------- | -------- |
| 8                         | 郡上八幡IC     | E41 東海北陸自動車道 国道156号 | -               | 調査区間 | 郡上市   |
|                           | 八幡町初納     | 国道472号                      | -               | 調査区間 | 郡上市   |
| 事業中                    | 八幡町初納     | 国道472号                      | -               |          | 郡上市   |
|                           | 八幡町入間     | 国道256号                      | -               |          | 郡上市   |
| 調査中                    |                |                                |                 |          |          |
|                           | 和良町横野     | 国道256号                      | -               | 事業中   | 郡上市   |
|                           | 和良町下洞     | 国道256号                      | -               | 事業中   | 郡上市   |
| 調査中                    |                |                                |                 |          |          |
|                           | 和良IC         | 岐阜県道86号金山明宝線         | -               |          | 郡上市   |
|                           | 金山IC         | 岐阜県道86号金山明宝線         | -               |          | 下呂市   |
|                           | 下呂IC         | 国道41号                       | -               |          | 下呂市   |
| 計画区間（下呂 - 美恵橋） |                |                                |                 |          |          |
|                           | （美恵橋付近） | 岐阜県道410号苗木恵那線        | -               | 事業中   | 中津川市 |
|                           | 千旦林IC       | 中津川市道坂本58号線           | -               | 事業中   | 中津川市 |
|                           | リニア駅IC     | 中津川市道坂本270号線          | -               | 事業中   | 中津川市 |
|                           | 茄子川IC       | 中津川市道坂本264号線          | -               | 事業中   | 中津川市 |
|                           | 中津川西IC     | E19 中央自動車道 国道19号      | -               | 事業中   | 中津川市 |

## 歴史

### 進捗状況
- 調査区間 : 郡上市八幡町 - 郡上市和良町（約17 km）
- 供用区間 : 郡上市和良町 - 下呂市保井戸（8.1 km）[2]
- 計画路線 : 下呂市保井戸 - 中津川市駒場（約50 km）
- 事業化区間：郡上市八幡町初納 - 郡上市八幡町入間（5.9 km）、郡上市和良町横野 - 郡上市和良町下洞（4.0 km）、中津川市駒場 - 中津川市茄子川（5.0 km）

### 沿革
- 1994年（平成6年）12月16日 : 計画路線に指定される。
- 1996年（平成8年）度 : 当道路で初めて、一部区間が「金山下呂道路」として事業採択される。
- 1997年（平成9年） : 金山下呂道路が着工される。
- 2009年（平成21年）3月13日 : 和良金山道路が国の補助事業として採択される。
- 2012年（平成24年）7月24日 : 金山下呂道路のうち、ささゆりトンネルを含む5.1 kmが供用開始される[2]。
- 2016年（平成28年）
  - 3月25日 : 金山下呂道路残部の0.3 kmおよび和良金山道路2.7 kmが供用開始される[7]。
  - 年度 : 中津川工区の約5 kmが事業化される[6]。
- 2023年度（令和5年度） : 堀越峠道路 ・和良工区が事業化。

## 主なトンネルと橋
- ささゆりトンネル（全長4,877 m、岐阜県管理道路では最長トンネル）[1][2]
- 和良金山トンネル（全長1,850 m）[8]
- 乙原大橋（全長194 m）
- 方須大橋（全長80 m）

## 事業区間ごとの概要

### 八幡・堀越峠工区など
和良ICから郡上八幡ICまでの約10 kmは調査区間となっている。中間地点である八幡町初納付近で国道472号と接続する予定である。

### 堀越峠道路
郡上市八幡町初納 - 郡上市八幡町入間の延長約5.9 km、第3種第2級、完成2車線 設計速度60 km/hであり、2023年度（令和5年度）に直轄権限代行として国土交通省により事業化された。

### 和良工区
郡上市和良町横野 - 郡上市和良町下洞の延長約3.99 km、第3種第2級、完成2車線 設計速度60 km/hであり、2023年度（令和5年度）に岐阜県を事業主体として国補助事業として事業化された。

### 金山和良道路
和良ICから金山ICは供用済みである。

### 下呂金山道路
金山ICから下呂ICは供用済みである。

### 計画区間（下呂 - 中津川）
中津川工区の終点である美恵橋付近から下呂ICの約50 kmは計画区間とされている。

### 中津川工区
中津川工区は、中津川市に設置予定のリニア中央新幹線岐阜県駅（仮称）の開業に合わせて整備が計画されている木曽川（岐阜県道410号苗木恵那線美恵橋）から中央自動車道（国道19号東諏訪交差点付近に新設予定の中津川西IC）に至る延長約5 kmの区間である。計画では、木曽川からリニア駅付近までは2車線、リニア駅付近から中央自動車道までは4車線で整備される予定となっている。2013年（平成25年）度より計画に着手し、2014年（平成26年）10月に開催された第195回岐阜県都市計画審議会に「中津川都市計画道路1・6・1号国道257号線」および「中津川都市計画道路3・6・18号一般国道257号線」として付議されたが、地元からの反対意見が多く県による説明が不十分として継続審議となった。この後、2015年（平成27年）10月に開催された第198回岐阜県都市計画審議会で異議なしとして承認された。その後2016年（平成28年）度に中津川工区は事業化された。

## その他
ささゆりトンネルでは2008年（平成20年）7月にサントリー缶コーヒーBOSSのCM「地上の星」編の撮影が行われた（トンネル内の現場風景撮影のみで収録は東京で行われた）。